# Andrew Christian
Andrew Christian — американський виробник чоловічої нижньої білизни, купальних костюмів, футболок, одягу для занять спортом тощо. Компанія заснована дизайнером Ендрю Крістіаном.
Бренд відомий, перш за все, чоловічою нижньою білизною, яка містить тільки екологічні складники, наприклад, бамбукові волокна і органічну бавовну. Вся продукція Andrew Christian виробляється у США (Made in USA).

## Історія бренду
Ендрю Крістіан народився і виріс у місті Фресно, Каліфорнія. З дитинства мріяв працювати в індустрії моди і здійснив свою мрію в 19 років, коли переїхав до Лос-Анджелеса, де і почав кар'єру. Спочатку Ендрю працював у різних модних компаніях, але завжди знав, що створить свій бренд. По закінченні школи моди в 1997 році він створює свою торгову марку Andrew Christian і відразу опиняється в центрі уваги моди чоловічої нижньої білизни не тільки в США, але і у всьому світі.
Бренд спочатку позиціонувався як інноваційний, створюючи все нові моделі, використовуючи новітні технології та матеріали для виробництва нижньої білизни, плавок, одягу для заняття спортом. Білизну Andrew Christian можна знайти в таких ексклюзивних бутиках, як Kitson Men, Fred Segal (Лос-Анджелес) і Patricia Field (Нью-Йорк). Продукція поширилася по магазинах всього світу і представлена в таких країнах, як Австралія, Бельгія, Канада, Велика Британія, Нова Зеландія, Франція, Німеччина, Китай, Ірландія, Італія, Японія, Мексика, Норвегія, Сінгапур, Південна Африка, Швейцарія, Тайвань, Арабські Емірати, Україна.

## Продукція
Найвідомішою продукцією Andrew Christian є Flashback, Almost Naked та Show It.

### Flashback
Ендрю першим запровадив у виробництві нижньої білизни технологію «Anti-Muffin Elastic» — це гумка зі спеціального матеріалу, яка призначена для зменшення видимості жирових відкладень на талії, і технологію Flashback, яка надає підтримуючу дію на сідниці, запобігаючи їх обвисанню, і також призначена для окреслення (підтяжки) сідниць, що дозволяє зробити їх привабливішими. Сідниці виглядають більш округлими і пружними без необхідності займатися в спортзалі. Так говорить сам дизайнер: «Дивлячись на чоловіків у спортзалі, я прагнув створити технологію, яка могла б візуально збільшити сідниці без виснажливих тренувань. Я знав, що повинен був бути спосіб досягти подібних результатів, просто носячи нижню білизну. Та все ж, навряд чи варто забувати про заняття спортом».
Незважаючи на те що основний напрямок бренду орієнтований на чоловіків, Andrew Christian також представив версію Flashback і для жінок під назвою Wonderwear.

### Show It
Ендрю Крістіан запроваджує контурні технології в нижній білизні. Весною 2009 року було представлено технологію «Show-It» (покажи це), яка, завдяки особливому крою та еластичності тканини, дозволяє візуально збільшити розмір члена на 4 см, без допомоги будь-яких вкладок. У модельний ряд Show-It увійшла нижня білизна і пляжний одяг для чоловіків.

### Almost Naked
Лінія білизни для чоловіків Almost Naked (майже голий) — надзвичайно легка і ніжна спідня білизна, яка майже не відчувається на тілі. Виготовляється з дуже м'якого бамбукового волокна із додаванням невеликої кількості спандексу. Особливий крій білизни підкреслює чоловічі геніталії без спеціальних накладок, вставок і ущільнень.

## Цікаві факти
- У період передвиборчої кампанії президента США Ендрю Крістіан досить оригінально висловив свою підтримку одному з кандидатів. Він випустив колекцію чоловічої і жіночої білизни з фотографією Барака Обами. Його ідея була підтримана молодими голлівудськими зірками, які взяли участь у фотосесії, з'явившись в «політичній» білизні перед камерами.
- Завдяки гомоеротичній рекламі, велику частину клієнтів Andrew Christian складають представники гей-спільноти. У відео для цієї компанії знімався відомий актор гей-порно Брент Корріган.